# Grote Ambassade

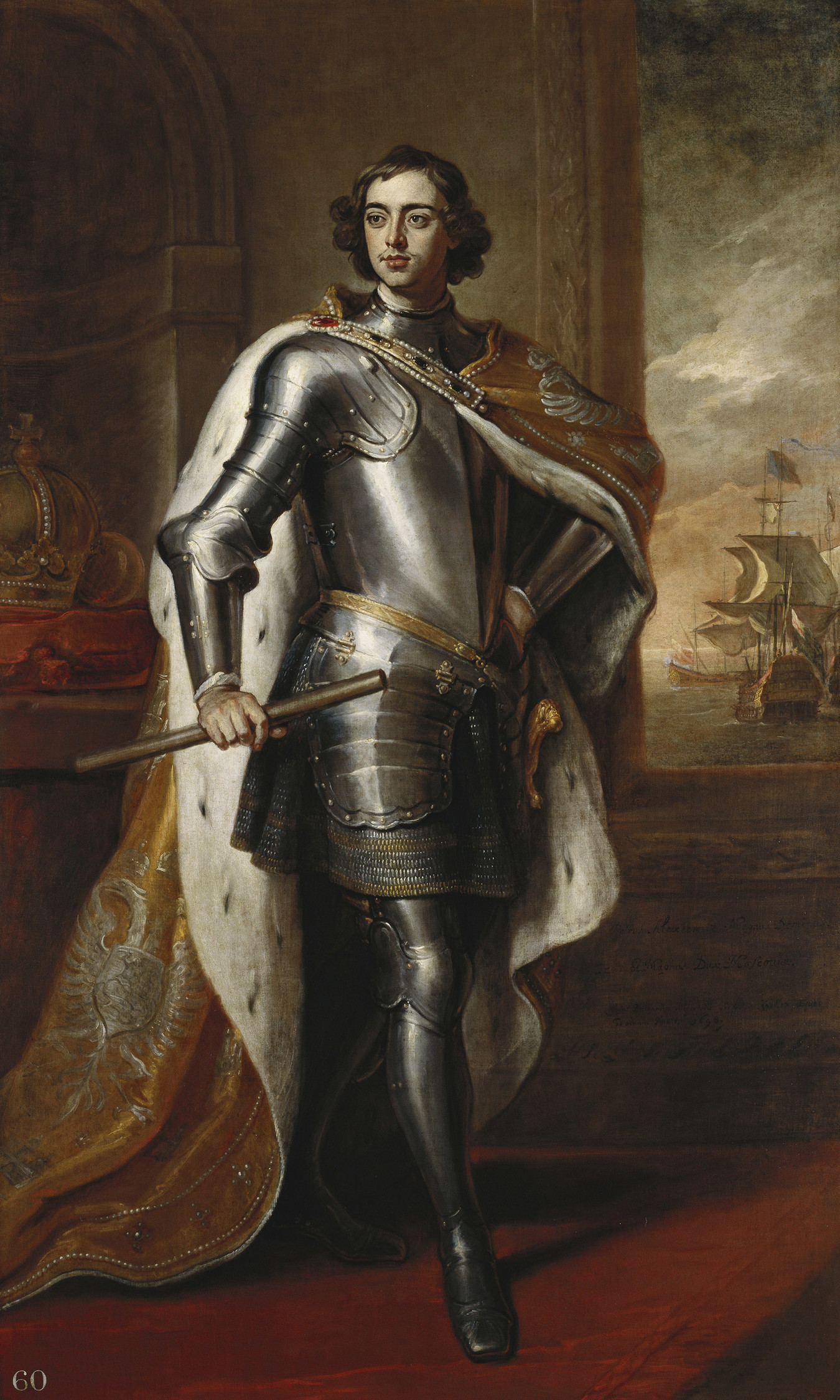
Portret van Peter de Grote tijdens zijn verblijf in Engeland; door Godfrey Kneller, 1698

Het Groot Gezantschap (Russisch: Великое посольство; Velikoje pasolstvo) was een Russische diplomatieke vertegenwoordiging naar West-Europa van maart 1697 tot augustus 1698 waarvan tsaar Peter de Grote deel uitmaakte. Het was de eerste reis van een Russische tsaar naar het buitenland.

## Opzet en doel
Het doel van het Groot Gezantschap, opgezet na de Azovcampagnes (onderdeel van de Tweede Russisch-Turkse Oorlog), was het versterken en verbreden van de Russische alliantie met een aantal Europese landen tegen het Ottomaanse Rijk in haar strijd om de noordelijke kustlijn van de Zwarte Zee in handen te krijgen. Andere oogmerken waren het huren van buitenlandse specialisten voor het opzetten van een Russische vloot en het bestellen en verkrijgen van militaire voorraden en wapens. Het belangrijkste resultaat was uiteindelijk het scheppen van de voorwaarden voor de vorming van een bondgenootschap tegen Zweden. De oekaze die voor het Groot Gezantschap werd uitgevaardigd gaf aan dat het doel was om de landen Oostenrijk, Brandenburg, De Nederlanden, Denemarken, Groot-Brittannië, Venetië en de paus aan te doen. De totale ambassade  bestond uit meer dan 250 mensen, waaronder Aleksandr Mensjikov, een van de 34 edellieden, een zogenaamde voluntair.

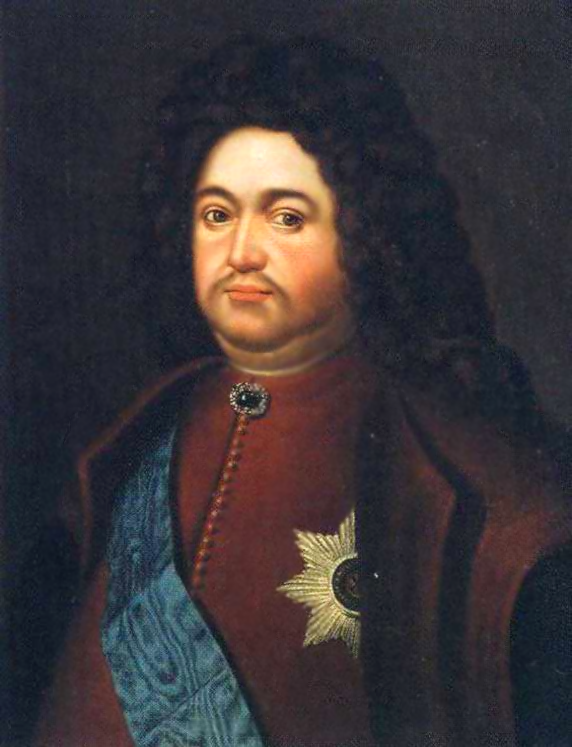
Fjodor Golovin

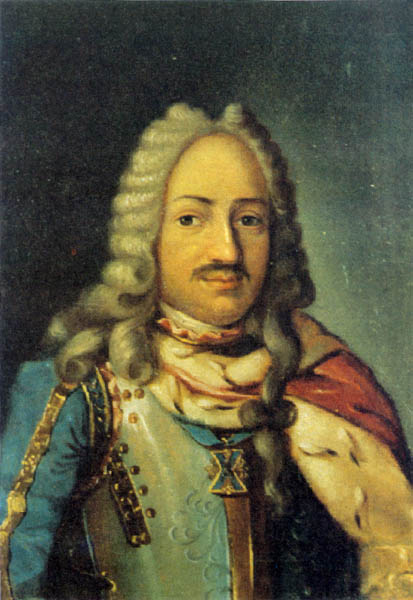
Franz Lefort

Officieel werd het Groot Gezantschap geleid door de "groot-ambassadeurs" François Lefort, Fjodor Golovin en Prokofi Voznitsyn, maar in de praktijk leidde Peter de Grote de Ambassade zelf. Hij ging zelf formeel incognito mee onder de schuilnaam Pjotr Michailov. Door zijn opvallende lengte (hij was 2,03 meter lang, terwijl in de Nederlanden de gemiddelde lengte 1,65 meter was) was hij eenvoudig te herkennen. Bovendien nam hij vaak zelf de leiding bij onderhandelingen met buitenlandse leiders. 

## De reis

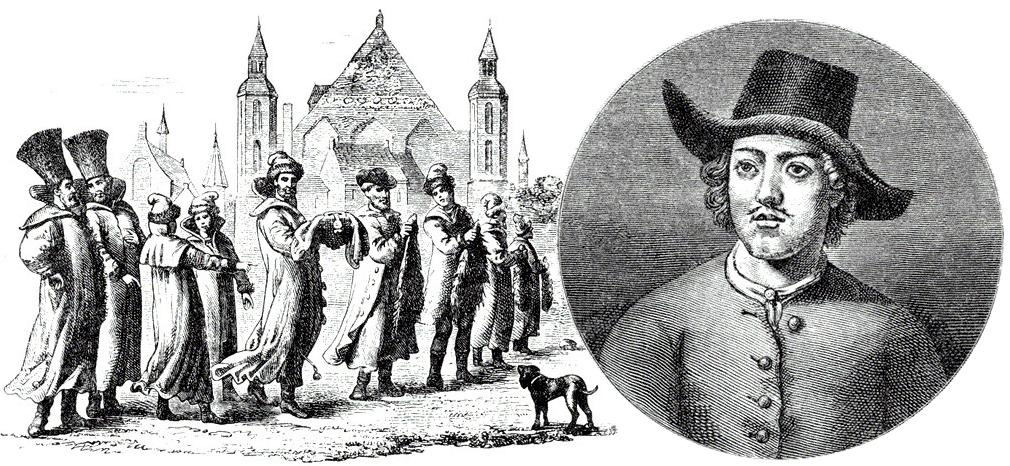
Peter I in Holland
(onbekende auteur, 18e eeuw)

### Oost- en Midden-Europa
Het gezantschap vertrok op 2 maart 1697 uit Moskou. De route liep via Riga (toen nog Zweeds) naar Mitau waar Peter hertog Frederik Casimir Kettler van Koerland ontmoette. Daarop vertrok het Groot Gezantschap per schip naar het Pruisische Koningsbergen, waar Peter onderhandelingen voerde met Frederik III, de keurvorst van Brandenburg-Pruisen. Vervolgens wilde Peter de Grote verder over zee maar kwam vanwege kapers niet verder dan Pillau. Het gezelschap reisde over land verder en deed in Noord- Duitsland o.a. Coppenbrügge (ontmoeting met keurvorstin Sophia van de Palts) en Cloppenburg aan.

### De Nederlanden

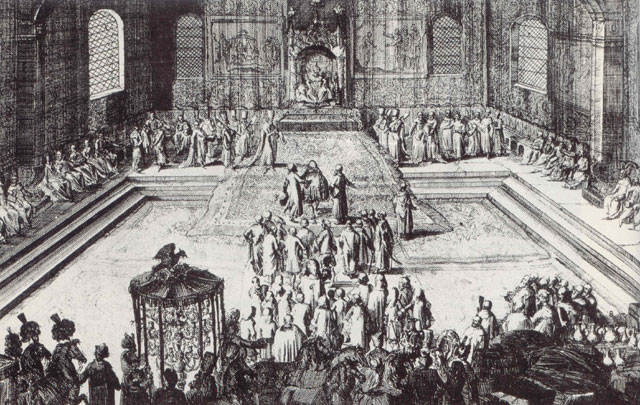
Russische ambassadeurs in Den Haag

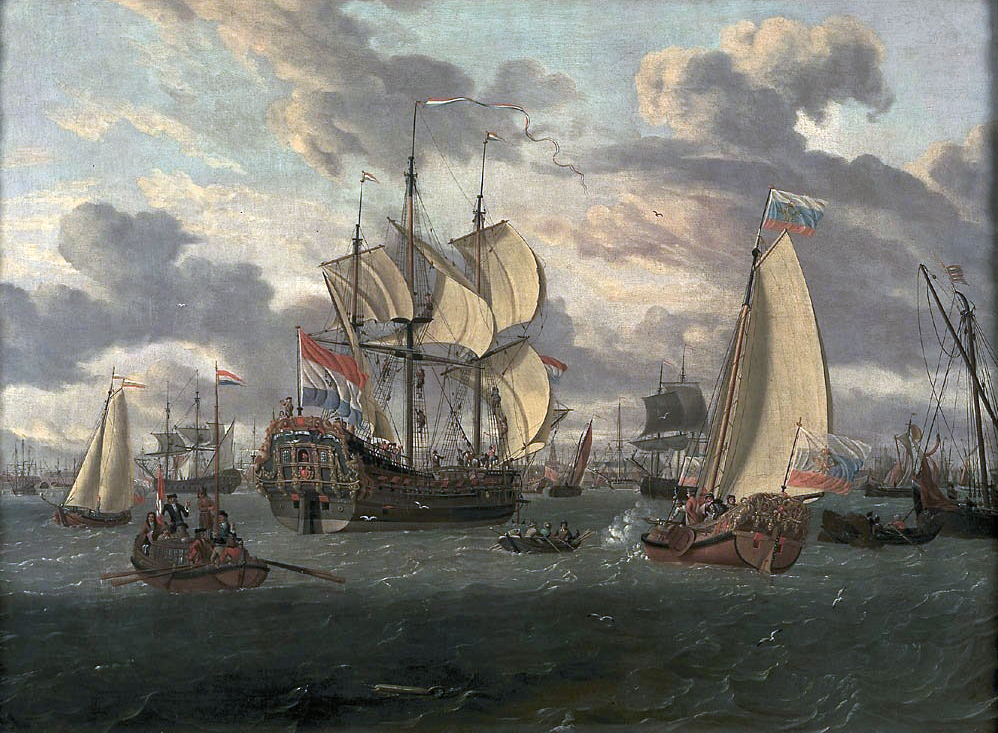
Tsaar Peter op weg naar het fregat de Pieter en Paul dat op 16 november te water was gelaten; door Abraham Storck in 1698

Begin augustus 1697 arriveerde Peter de Grote met een tiental vrijwilligers in de Nederlanden.  Peter was uitgesproken leergierig en wilde zich onder andere verdiepen in de praktijk en de theorie van de scheepsbouw. De tsaar huurde een half huisje (bekend geworden als het Czaar Peterhuisje) en kon de volgende dag aan de slag op een scheepswerf als scheepstimmerman. Op 8 augustus werd hij in Zaandam herkend door Gerrit Kist. Al spoedig had de tsaar zoveel bekijks dat hij de voorkeur gaf anoniemer in Amsterdam te werken. In overleg met burgemeester Nicolaas Witsen werd hij te werk gesteld aan een nieuw schip (het fregat Petrus en Paulus). Daar bouwden de Russische vrijwilligers samen met Peter aan dit VOC-schip.
Op 16 augustus arriveerde de rest van het Groot Gezantschap in Amsterdam. In september had de delegatie een ontmoeting met stadhouder Willem III en in oktober met de Staten-Generaal der Nederlanden. De politieke onderhandelingen bleven zonder succes en op 18 oktober was het officiële gedeelte van de missie afgelopen. De Republiek wilde niet de kant van de Russen kiezen, aangezien dit de relatie met Lodewijk XIV op scherp zou kunnen stellen. Frankrijk was een bondgenoot van het Ottomaanse Rijk en een tegenstander van het Heilige Roomse Rijk. Alle betrokken partijen hadden net de Vrede van Rijswijk gesloten en waren nauwelijks geïnteresseerd in een nieuwe oorlog. Het Groot Gezantschap heeft zichzelf moeten beperken tot het verkrijgen van modernere uitrusting en het huren van buitenlandse specialisten.  In totaal werden ongeveer 700 mensen in dienst genomen.

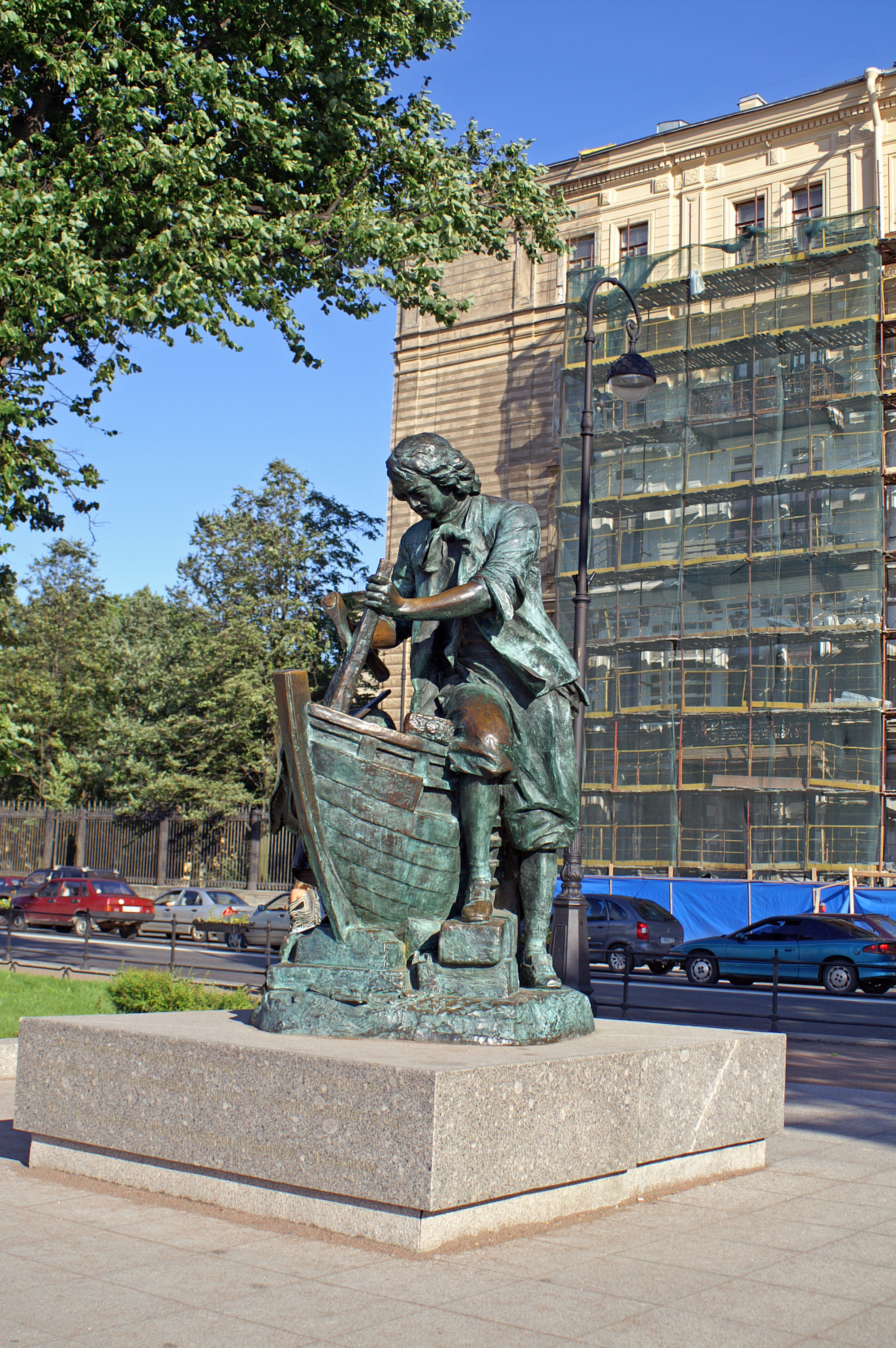
Standbeeld in Sint-Petersburg van Peter de Grote als arbeider incognito op de werf van Zaandam in 1697

### Groot-Brittannië
Op de persoonlijke uitnodiging van stadhouder-koning Willem III kwam Peter in januari 1698 met een gedeelte van de missie naar Groot-Brittannië voor een periode van vier maanden. Hij besteedde zijn tijd voornamelijk aan de theorie van scheepsbouw en bezocht de Engelse marinehaven Portsmouth.  Peter bezocht Gilbert Burnet, Edmond Halley in de Royal Observatory in Greenwich, de Royal Mint op Tower Hill, de Royal Society en de Universiteit van Oxford. (Het is niet bekend of hij ook een ontmoeting had met Isaac Newton, die zich vanaf 1699 bezig zou houden met de herziening van het Engelse muntstelsel en de Pound Sterling.) Hij bestudeerde de techniek van uurwerken en bezocht een aantal scheepswerven en artilleriefabrieken. 
Peter de Grote was niet geïnteresseerd in schilderkunst, behalve als er schepen op waren afgebeeld. Niettemin liet hij zich tijdens zijn bezoek portretteren door sir Godfrey Kneller. Dit portret in de "Knellerse stijl" werd het voorbeeld voor veel imitaties in de 18e eeuw.

### De terugweg
In mei vertrok het Groot Gezantschap uit Engeland naar de Nederlanden. Het gezelschap reisde via Leipzig, Dresden en Praag naar de Oostenrijkse hoofdstad Wenen. Onderweg hoorde Peter van de Oostenrijkse en Venetiaanse plannen om een vredesverdrag te sluiten met het Ottomaanse Rijk. In Wenen voerde het Groot Gezantschap vervolgens vruchteloze onderhandelingen met de voormalige bondgenoten van de Derde Heilige Liga, de Oostenrijkse minister van buitenlandse zaken en de Venetiaanse ambassadeur. Oostenrijk weigerde om bij dit verdrag te eisen dat de Straat van Kertsj zou moeten worden overgedragen aan Rusland en bood aan om te eisen dat de tot dan toe veroverde gebieden in handen zouden moeten blijven van de betrokken landen. De Oostenrijkse minister weigerde echter een clausule op te nemen waarin een vrije doorvaart zou worden geëist naar de Zwarte Zee.

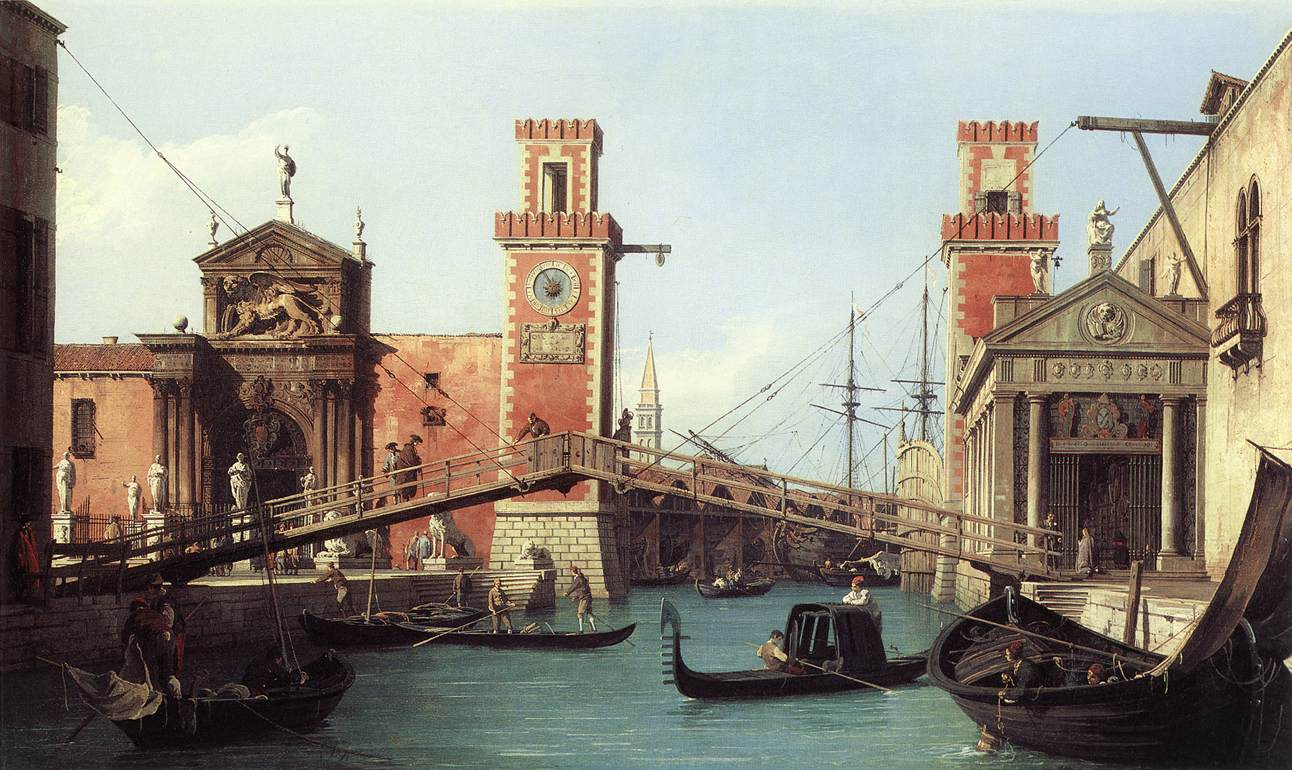
Het Arsenaal in Venetië door Canaletto

Op 14 juli 1698 had Peter zijn laatste ontmoeting met keizer Leopold I van het Heilige Roomse Rijk. Een beoogd bezoek aan de Republiek Venetië met haar Arsenaal werd afgelast toen hij het nieuws van een Streltsyopstand in Moskou vernam.  Peter zag zich genoodzaakt om snel terug te keren naar Rusland, maar onderweg vernam de tsaar dat de opstand al was onderdrukt. Op 31 juli kwam hij aan in Rava-Roeska om besprekingen te voeren met keurvorst August II van het Pools-Litouwse Gemenebest. Het resultaat van deze driedaagse bespreking tussen de beide vorsten was een persoonlijke vriendschap en de uitlijning van een unie tussen beide landen tegen Zweden. Op 25 augustus 1698 arriveerde Peter de Grote weer in Moskou.

## Gevolgen
Het Groot Gezantschap verwezenlijkte niet haar belangrijkste doel, maar verkreeg wel belangrijke informatie over de internationale situatie, namelijk dat de anti-Turkse coalitie niet kon worden versterkt, wat voor een belangrijk deel toe te schrijven was aan de dreigende Spaanse Successieoorlog. Ook kwam Peter terug met nieuwe plannen voor het verkrijgen van toegang tot de Oostzee. De ontmoeting met August II vormde de basis voor de Russisch-Poolse alliantie tegen het koninkrijk Zweden in de Grote Noordse Oorlog.